# Ляо Иу
Ля́о Иу́ (кит. упр. 廖亦武, пиньинь Liào Yìwǔ; род. 16 июня 1958, Яньтин) – китайский писатель, публицист, музыкант и поэт. Неоднократно критиковал Коммунистический режим в Китае, за что в 1990 году был приговорен к 4 годам тюрьмы. Произведения Ляо Иу запрещены в материковом Китае. Некоторые из его произведений переведены на английский, французский, немецкий, польский и чешский языки.

## Биография
Ляо Иу родился в уезде Яньтин провинции Сычуань 16 июня 1958 года. В 1966 году во время Культурной Революции отец Ляо Иу был объявлен контрреволюционером и арестован. Позднее мать Ляо Иу также была арестована за торговлю одеждой на черном рынке.
После окончания старшей школы Ляо Иу отправился в путешествие по стране, работал поваром и водителем грузовика на шоссе Сычуань-Тибет. В это же время начал увлекаться творчеством западных поэтов, таких как Джон Китс и Шарль Бодлер, и начал сам писать стихи. К 1980-м Ляо Иу стал одним из популярных новых поэтов в Китае и регулярно публиковался в авторитетных литературных журналах.

## Литературная деятельность

### Критика властей и тюремный срок
Весной 1989 года были опубликованы две поэмы Ляо Иу: «黄城» (дословно: «Желтый город») и  «偶像» (дословно: «Идол»), в которых он подверг критике коммунистический режим Китая. После публикации Ляо Иу был арестован, а опубликовавшие поэмы журналы были закрыты.
В 1990 году Ляо Иу был арестован и приговорен к 4 годам тюрьмы. Во время тюремного заключения поэт неоднократно подвергался пыткам и насилию, вследствие чего пережил несколько нервных срывов и дважды пытался покончить жизнь самоубийством. После освобождения в 1994 году работал уличным музыкантом в Чэнду.

### После освобождения
В 1998 году Ляо Иу составил и опубликовал сборник стихотворений подпольных поэтов, за что снова был арестован. Издателю сборника было запрещено публиковать любые книги в течение одного года.
После нескольких лет скитаний и случайных подработок в 2001 году Ляо Иу на Тайване опубликовал ещё одну книгу 《中国底层访谈录》 (дословно: «Интервью с людьми из низов общества»), в которой он поведал историю 60 людей, которые по тем или иным причинам оказались на «задворках» китайского общества. После издания книги Ляо Иу был несколько раз арестован. В 2008 году вышло английский перевод книги под названием «The Corpse Walker».
Ляо Иу в 2008 году подписал «Хартию-08», составленную китайским правозащитником и лауреатом Нобелевской премии мира 2010 года Лю Сяобо.
Ляо Иу в 2010 году после нескольких попыток покинуть страну написал открытое письму канцлеру Германии Ангеле Меркель. Позже в том же году он впервые получил разрешение покинуть страну и отправился в Германию, где принял участие в нескольких литературных фестивалях.
В июле 2011 года Ляо Иу, несмотря на очередной запрет на выезд, эмигрировал в Германию.

## Награды
В 2003 году Ляо Иу был удостоен гранта Hellman-Hammett от правозащитной организации Human Rights Watch.  В 2007 году он получил награду Freedom to Write от ICPC (Independent Chinese PEN Center).   В 2011 году удостоился премии Ганса и Софи Шолль, а в 2012 – Премии Мира немецких книготорговцев.